# Chaetophora russelli
Chaetophora russelli is een keversoort uit de familie pilkevers (Byrrhidae). De wetenschappelijke naam van de soort is voor het eerst geldig gepubliceerd in 1979 door Fiori.